# مسجد علي بن أبي طالب (إيران)
مسجد علي بن أبي طالب (بالفارسية: مسجد علی بن ابی‌طالب) هو مسجد تاريخي يعود إلى عصر الدولة الصفوية، ويقع في أران وبيدغل.